# 勞德代爾 (密西西比州)
勞德代爾（英語：Lauderdale）是位於美國密西西比州勞德代爾縣的普查規定居民點。

## 人口
根據2020年美國人口普查的數據，勞德代爾的面積為7.41平方千米，皆為陸地。當地共有人口395人，而人口密度為每平方千米53.31人。